# Comuna de Koronowo
Koronowo (polaco: Gmina Koronowo) é uma gminy (comuna) na Polónia, na voivodia de Cujávia-Pomerânia e no condado de Bydgoski. A sede do condado é a cidade de Koronowo.
De acordo com os censos de 2004, a comuna tem 23 130 habitantes, com uma densidade 56,2 hab/km².

## Área
Estende-se por uma área de 411,7 km², incluindo:
- área agricola: 56%
- área florestal: 31%

## Demografia
Dados de 30 de Junho 2004:
|                      | Total   | Total | Mulheres | Mulheres | Homens  | Homens |
| -------------------- | ------- | ----- | -------- | -------- | ------- | ------ |
|                      | pessoas | %     | pessoas  | %        | pessoas | %      |
| População            | 23 130  | 100   | 11 668   | 50,4     | 11 462  | 49,6   |
| Densidade (pop./km²) | 56,2    | 100   | 28,3     | 28,3     | 27,8    | 27,8   |

De acordo com dados de 2002, o rendimento médio per capita ascendia a 1304,98 zł.

## Subdivisões
- Buszkowo, Byszewo, Bytkowice, Dziedzinek, Glinki, Gogolin, Gogolinek, Gościeradz, Huta, Krąpiewo, Lucim, Łąsko Małe, Łąsko Wielkie, Mąkowarsko, Morzewiec, Nowy Dwór, Nowy Jasiniec, Okole, Osiek, Popielewo, Salno, Samociążek, Sitowiec, Skarbiewo, Stary Dwór, Stary Jasiniec, Tryszczyn, Wierzchucin Królewski, Więzowno, Wilcze, Wiskitno, Witoldowo, Wtelno.

## Comunas vizinhas
- Dobrcz, Gostycyn, Lubiewo, Osielsko, Pruszcz, Sicienko, Sośno, Świekatowo